# Миколаївське і Севастопольське військове губернаторство

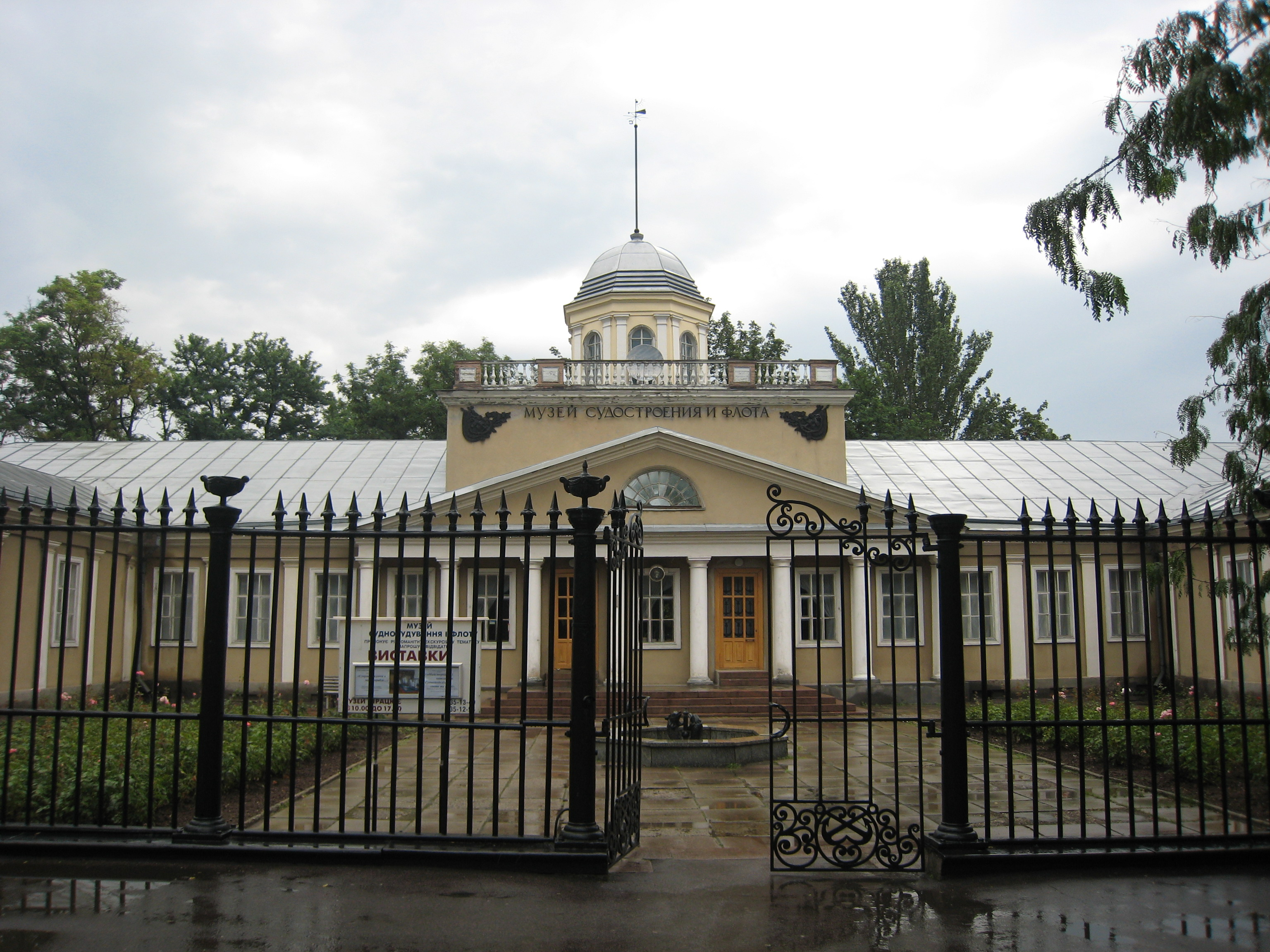
Дім головного командира — військового губернатора у Миколаєві (сучасний Миколаївський музей суднобудування і флоту)

Миколаївське і Севастопольське військове губернаторство — спеціальна адміністративно-територіальна одиниця в Російській імперії, що існувала з 1805 до 1864 року. У 1864 році Севастополь був виведений зі складу Миколаївського і Севастопольського військового губернаторства, яке з цього часу іменувалося Миколаївським.

## Історія
Наприкінці 18-го століття на Чорному морі тривав активний процес суднобудування і будівництва російського Чорноморського флоту. Створювалися військові порти і адміралтейства в Херсоні, Севастополі, Миколаєві. Нові порти потребували робочих рук для корабелень, в той же час обмежити відвідуваність сторонніми особами військових об'єктів для дотримання режиму секретності.
|  | У військові гавані не тільки іноземців, а й своїх, які не служать у флоті або адміралтействі, не впускати без наказу головного командира над портом. Непотрібні для флоту люди мають бути виведеними із військової гавані і порту в місця для міста призначені, і щоб там, окрім житла морських служителів, приватних ніяких не було... |

Пізніше, в ході адміністративно-територіальних реформ Олександра І у 1802 році велика Новоросійська губернія була розділена на Миколаївську, Катеринославську і Таврійську, а Севастополь отримав особливий статус: хоча він знаходився на території Таврійської губернії, він не був повітовим містом і не входив до жодного з семи повітів губернії. Тим не менше, зважаючи на те, що Новоросія була приєднана до Росії не так давно, і мала важливе прикордонне положення та стратегічне значення як опорний воєнний плацдарм, саме у Миколаєві для управління губернією, а не в Севастополі, була встановлена посада військового губернатора.
Під час існування Миколаївської губернії Миколаєвом керувало відразу двоє: військовий губернатор Беклєшов та головний командир Чорноморського флоту і портів де Траверсе. Їх функції стосовно міста дублювалися, і вони повинні були узгоджувати свої дії один з одним.
15 (27) травня 1803 року вийшов новий указ «Про переведення губернського управління із Миколаєва в Херсон і про перейменування Миколаївської губернії на Херсонську». Миколаїв був залишений у складі Херсонського повіту Херсонської губернії. Оскільки Миколаїв вже не був губернським містом то він повністю перейшов у підпорядкування морському відомству, а управління містом і адміралтейськими поселеннями до головного командира Чорноморського флоту і портів. А 24 жовтня (6 листопада) 1803 року вийшов загальний для всієї імперії указ про надання морським начальникам прав військових губернаторів і присвоєння їм цієї назви. В указі зазначалося.
|  | Для кращого порядку і зв'язку всіх відносин поставити морських начальників на права військових губернаторів і присвоїти їм це найменування. Тоді поєднуючи в собі всі частини як військового, так і цивільного устрою, будуть вони управляти всіма предметами, до порту і міста приналежними, без всякого винятку. При цьому порядку речей всі чиновники різних частин повинні бути їм підпорядковані і від них безпосередньо одержувати накази. |

У 1805 році було визнано доцільним до посади головного командира Чорноморського флоту і портів приєднати посаду Миколаївського і Севастопольського військового губернатора, що й було зроблено розпорядженням по флоту від 20 березня (1 квітня) 1805 року. Цей день в історичній літературі вважається днем заснування губернаторства.
Центром військового губернаторства став Миколаїв, де в той час знаходилось Чорноморське адміралтейське правління. В різні періоди Миколаївське і Севастопольське військове губернаторство включало: місто Миколаїв, адміралтейські поселення Богоявленськ, Воскресенськ, Калинівку, Березнегувате і Висунськ (з 1820 року) сучасної Миколаївської області, селища Знам'янку і Богданівку (з 1805 до 1820 року) Кіровоградської області, селище Покровськ Херсонської області, місто Севастополь.
Після поразки Російської імперії в Кримській війні вона втратила право мати військовий флот на Чорному морі, посада Головного командира Чорноморського флоту була ліквідована. 26 серпня (8 вересня) 1856 року на посаду Миколаївського і Севастопольського військового губернатора призначений завідувач морською частиною в Миколаєві контр-адмірал Григорій Бутаков, а 7 (19) лютого 1857-го була відновлена окрема посада Севастопольського військового губернатора, вперше введена 24 червня (6 липня) 1856.
У 1864 році Севастополь був остаточно виведений зі складу Миколаївського і Севастопольського військового губернаторства, яке з цього часу іменувалося Миколаївським.

## Військові губернатори Миколаївські і Севастопольські
| П. І. Б.                    | військове звання | час на посаді *           |
| --------------------------- | ---------------- | ------------------------- |
| Траверсе Іван Іванович      | адмірал          | 1802 (1805) — 1809 (1811) |
| Галл Роман Романович        | віце-адмірал     | 1811                      |
| Язиков Микола Львович       | віце-адмірал     | 11.12.1811 — 1816         |
| Грейг Олексій Самуїлович    | адмірал          | 02.03.1816 — 08.10.1833   |
| Лазарєв Михайло Петрович    | адмірал          | 08.10.1833 — 01.04.1851   |
| Берх Моріц Борисович        | адмірал          | 01.04.1851 — 26.09.1855   |
| Метлін Микола Федорович     | віце-адмірал     | 26.09.1855 — 26.08.1856   |
| Панфілов Олександр Іванович | віце-адмірал     | 01.1856 — 08.1856         |
| Бутаков Григорій Іванович   | контр-адмірал    | 26.08.1856 — 01.02.1860   |

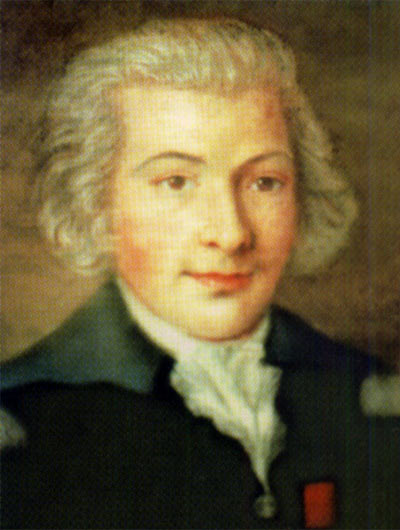
Перший військовий губернатор Миколаївський і Севастопольський адмірал І. І. де Траверсе

Примітка: * усі дати наведені за старим стилем.

## Структура управління головного командира— військового губернатора
У Миколаєві, в Домі головного командира (будинок сучасного Миколаївського музею суднобудування і флоту), розташовувалася Канцелярія головного командира. Також існували штаб і його канцелярія, чергування, аудиторіат, гідрографічні відділення і Чорноморське депо, медичне відділення, архів, інтендантство, Миколаївський кораблебудівний обліковий комітет, господарський комітет морської будівельної частини, контора Миколаївського морського шпиталю.
У Севастополі знаходилися контора Севастопольського порту, кораблебудівний обліковий комітет, морський шпиталь, казначейське відділення, кригскомісаріатська та обер-провіантмейстерська частини.
Крім Миколаєва і Севастополя, головному командирові підлягали контора Дунайського порту та управління Херсонського порту. Комісіонери Чорноморського управління знаходились в Петербурзі, Москві, Одесі, Таганрозі, Ростові.
Влада губернатора розповсюджувалась лише на території підпорядкованих йому міст і селищ, хоча як головний командир Чорноморського флоту і портів він керував портами в містах, розташованих впродовж усього узбережжя Чорного моря.